# Лудбрег
Лу́дбрег (хорв. Ludbreg) — город на севере Хорватии, в Вараждинской жупании. Население — 3603 человек в самом городе и 8478 человек в общине с центром в Лудбреге (2011).

## Общие сведения

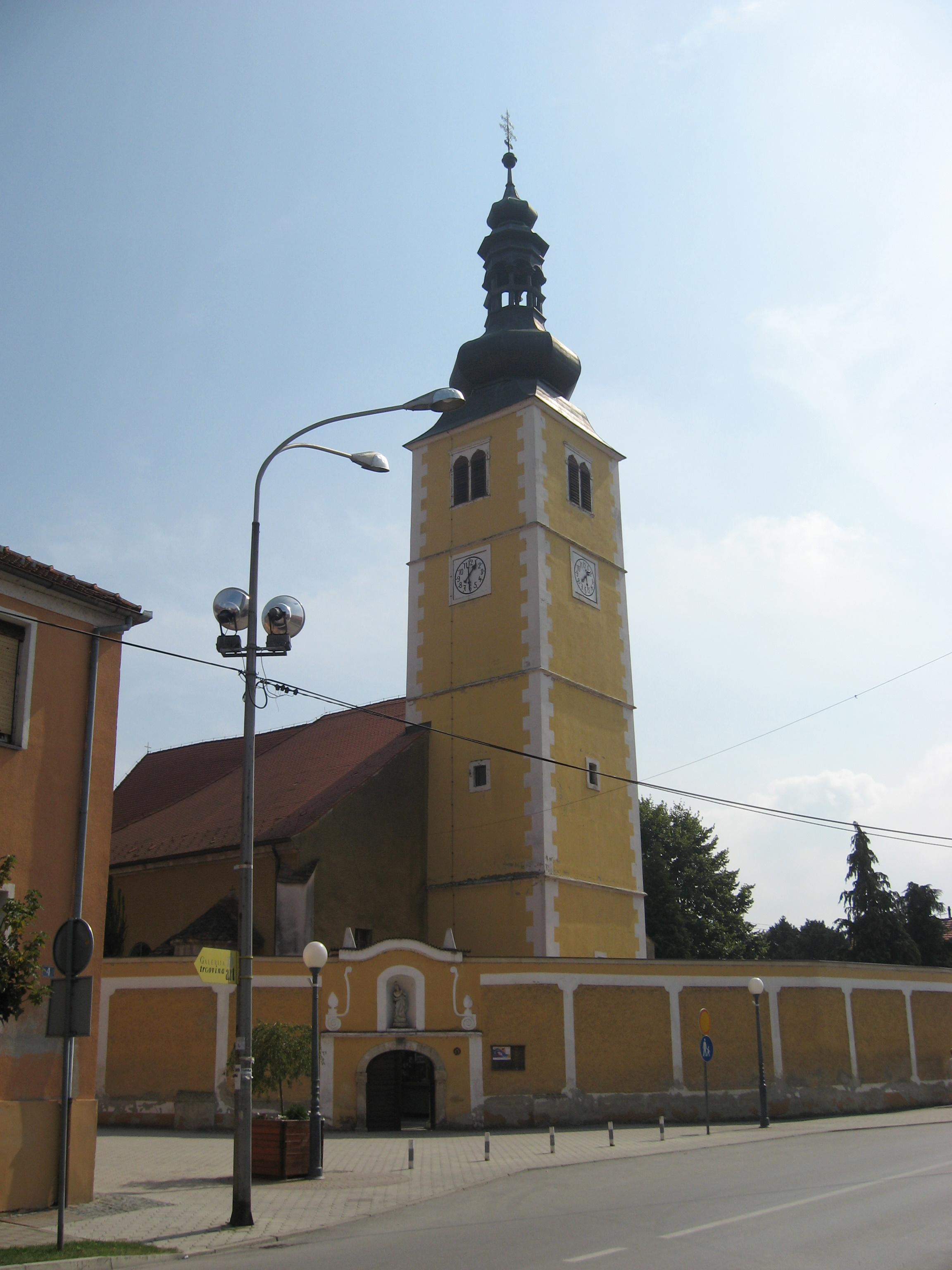
Церковь Пресвятой Троицы

Лудбрег расположен у северных склонов холмов Калник, на реке Бедня (Bednja), неподалёку от её впадения в Драву. В 20 км к западу от Лудбрега находится столица жупании Вараждин, в 15 км к юго-востоку — Копривница.

## История
В 1320 году город впервые упомянут как Castrum Ludbreg. В XVI веке крепость подвергалась атакам турецкой армии, но устояла.
К началу XV века относится возникновение предания о «лудбрегском чуде». Согласно ему, однажды, служа мессу, приходской священник усомнился в реальности пресуществления, но в то же мгновение вино в литургической чаше превратилось в настоящую кровь. Устрашённый священник приказал заделать чашу с кровью в стену храма, но вскоре об этом стало известно. Лудбрег стал центром паломничества, реликвия была перевезена в Рим, где хранилась некоторый период, но после того, как папа Лев XII в 1513 году признал подлинность чуда, была возвращена в Лудбрег и помещена в приходской церкви Святой Троицы. В 1721 году золотых дел мастер из Аугсбурга фон Риссенфельс (von Rissenfels) поместил ампулу, содержащую кровь, в богато украшенный реликварий.

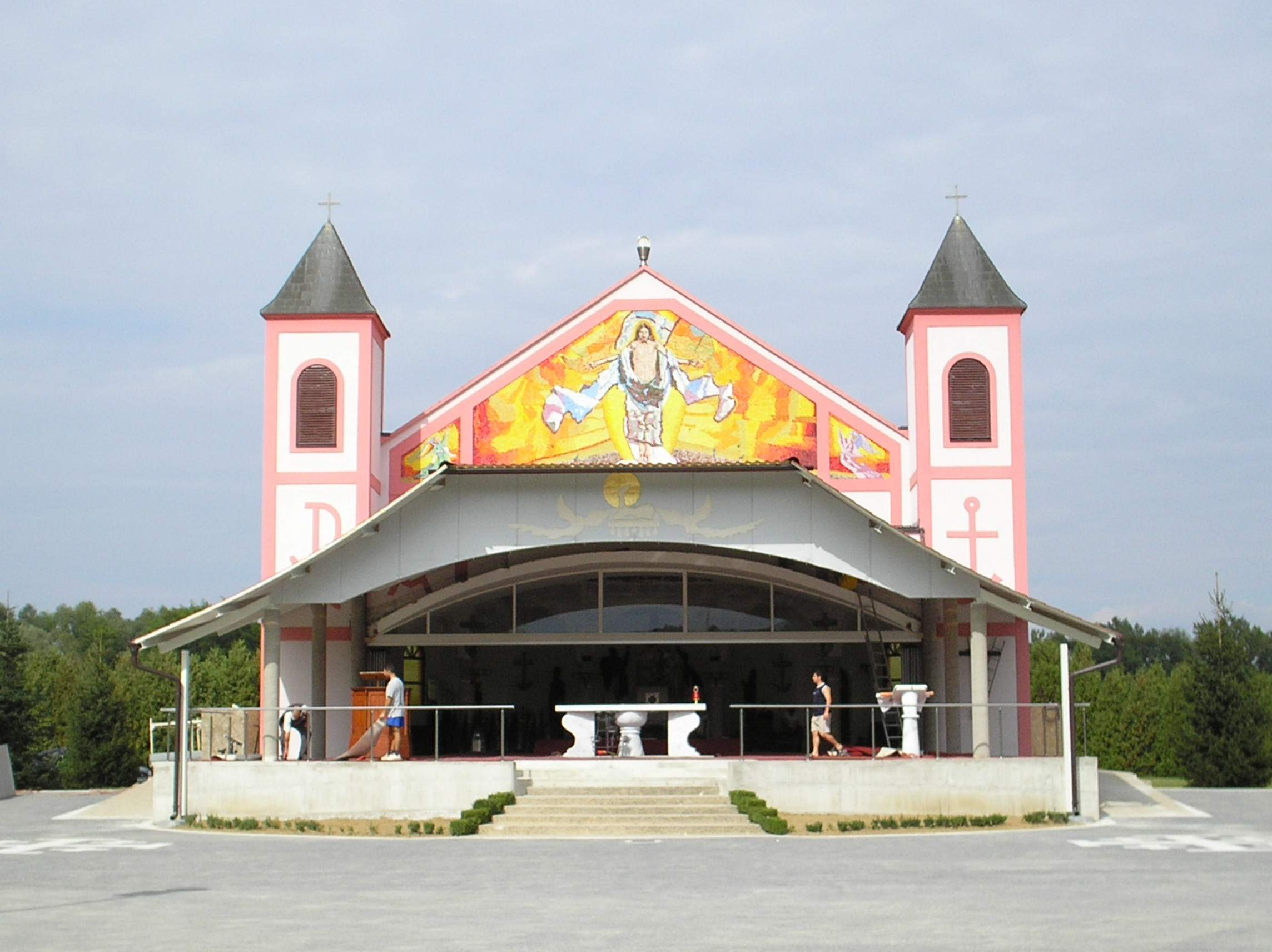
Капелла Святой Крови

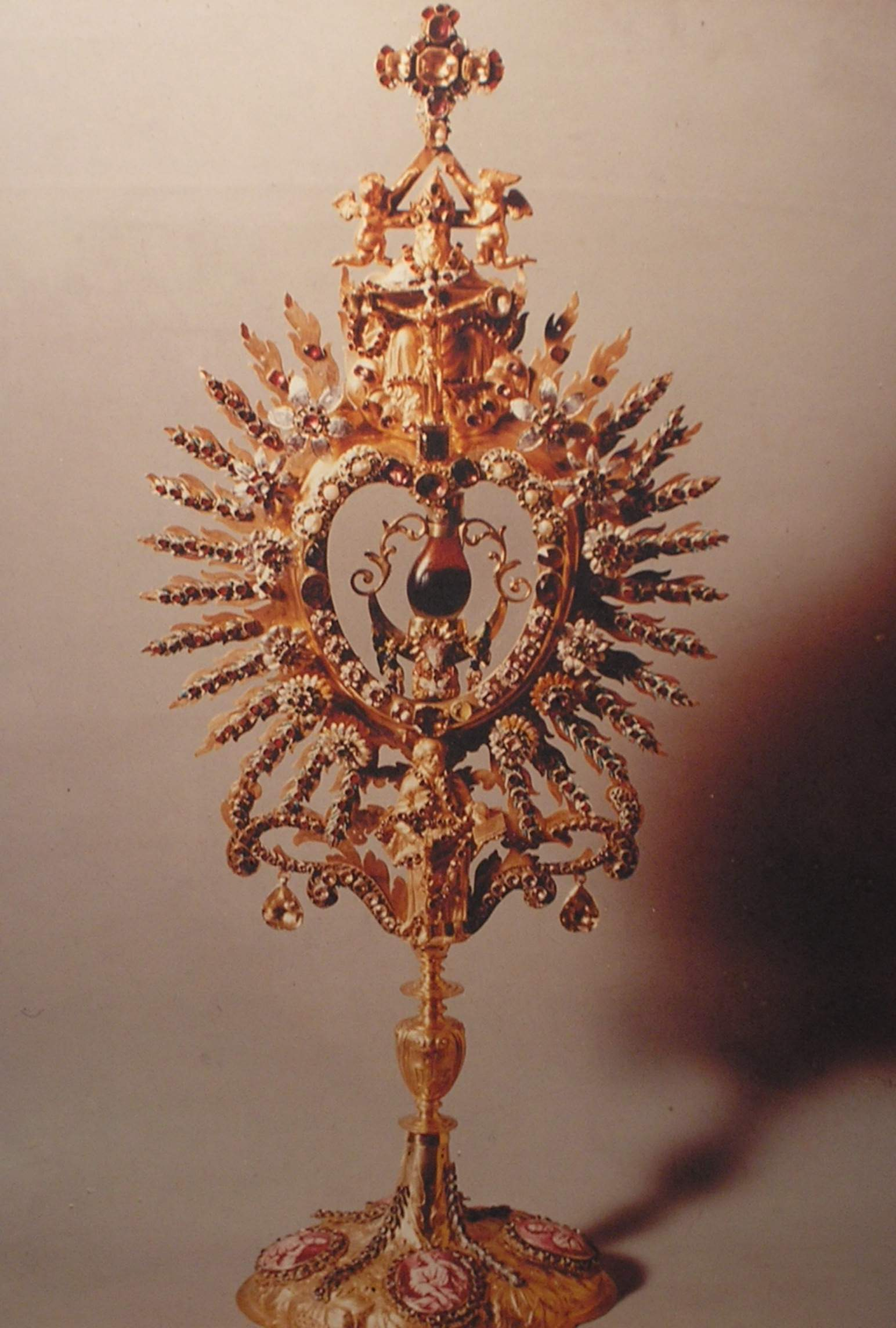
Реликварий

В 1739 году хорватский парламент постановил построить новую церковь в честь чуда, однако строительство многократно прерывалось и окончательно капелла Святой Крови Христовой была достроена только в 1993 году.

## Достопримечательности
- Дворец Баттяни. В настоящее время в нём расположена реставрационная мастерская.
- Церковь Святой Троицы. Построена в 1410 году, впоследствии неоднократно перестраивалась. Место хранения реликвии «Лудбрегского чуда».

## События
Ежегодно в начале сентября в городе проходит «Святая неделя», посвящённая евхаристическому чуду в Лудбреге и привлекающая большое число паломников.